# Ruota libera

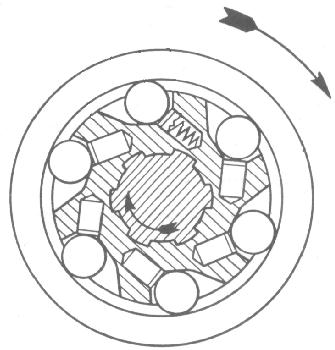
Il meccanismo del giunto unidirezionale a rulli

Il meccanismo della ruota libera a cricchetto o nottolino

La ruota libera o giunto unidirezionale o innesto di sopravanzo è un meccanismo applicato alla maggior parte delle biciclette che permette di disaccoppiare il movimento fra il pignone (o il pacco pignoni quando siano più d'uno) e la ruota posteriore quando la velocità di rotazione del pignone è inferiore a quella della ruota, si tratta di un sistema che si basa sullo stesso principio del cricco.

## Descrizione
Il meccanismo di ruota libera oggigiorno alloggia in un apposito corpetto sul mozzo della ruota posteriore, mentre un tempo era contenuto nel pacco dei pignoni ed era avvitato al mozzo che presentava un filetto.
Principalmente questo dispositivo è caratterizzato da rulli inclinati che vengono mantenuti compressi tramite molle negli spazi tra un anello esterno, solidale alla ruota, e un tamburo scalettato interno solidale al pignone (o viceversa nel caso del motorino elettrico di avviamento dei veicoli a motore), in modo tale che essi si blocchino quando il pignone è sotto carico, trasferendo il moto dal pignone alla ruota, mentre si liberano quando il carico è applicato alla ruota.
Non tutte le biciclette montano la ruota libera, in alcune si usa la ruota fissa o scatto fisso (si veda anche bicicletta a scatto fisso), nelle quali pignone (e quindi pedali) e ruota posteriore si muovono sempre in maniera solidale, sia in avanti che indietro. Questo viene fatto in quei casi in cui è importante la solidità del collegamento anche in presenza di forti sollecitazioni (come avviene nelle gare su pista) oppure è necessario avere il controllo totale del movimento all'indietro (come avviene per le biciclette usate per acrobazie circensi).

## Funzione
Tale apparecchio permette il movimento solidale solamente quando il pignone viene fatto girare nella direzione del moto alla stessa velocità della ruota, mentre in direzione opposta non produce alcun movimento sulla ruota, che continua nel suo movimento per inerzia e non costringe il ciclista a subire il movimento sulle gambe e ad assorbire energia.
Risulta quindi un elemento indispensabile e di fondamentale importanza in quanto la ruota libera permette il movimento all'indietro dei pedali o anche solo di smettere di pedalare senza andare ad interferire sul movimento della bicicletta stessa.

## Altre applicazioni
Il meccanismo della ruota libera fu utilizzato tra la fine degli anni venti e l'inizio degli anni trenta anche su alcune autovetture, solitamente di fascia alta o di lusso. Tra queste vetture vi furono per esempio le Panhard e le Mathis.
Il giunto unidirezionale è inoltre applicato su qualsiasi motore endotermico, dai motocicli agli autocarri, dotati di avviamento elettrico; in tal caso permette di accoppiare il motorino di avviamento all'albero motore e di disaccoppiarlo una volta avviato il motore. Nel caso di motoveicoli e autoveicoli leggeri vengono utilizzati giunti unidirezionali a rulli; nel caso di veicoli industriali, giunti con frizione a lamelle; e nel caso dei grandi veicoli industriali, giunti unidirezionali a dentatura frontale (Positork). Viene inoltre utilizzato nel convertitore di coppia (Trilok) dei cambi automatici dei veicoli a motore come giunto di accoppiamento fra il distributore (statore o reattore) e l'albero della turbina, impedendo la rotazione del distributore stesso in senso opposto a quello della pompa ma consentendone lo sbloccamento al raggiungimento del punto di innesto, cioè del rapporto paritario fra momento della pompa e momento trasmesso alla turbina.
Il giunto unidirezionale viene anche utilizzata in campo elicotteristico e consente di disaccoppiare il rotore dalla trasmissione, permettendo così l'autorotazione in caso di arresto del motore.